# Anisophaedis ohkurai
Anisophaedis ohkurai là một loài bọ cánh cứng trong họ Tenebrionidae. Loài này được K. Ando miêu tả khoa học đầu tiên năm 1993.